# Щукин, Анатолий Николаевич
Анато́лий Никола́евич Щу́кин (2 февраля 1932 — 21 февраля 2023) — советский и российский педагог, лингвист, доктор педагогических наук (1980), профессор (1981).

## Биография
Окончил МГУ (1954)[уточнить]. В 1966 году защитил в УДН кандидатскую диссертацию «Использование наглядных пособий и технических средств на начальном этапе обучения иностранцев русскому языку», в 1978 году — докторскую диссертацию «Основы методики использования аудиовизуальных средств обучения на занятиях по русскому языку как иностранному в вузе». Заведовал кафедрой русского языка МГРИ.
Работал в Государственном институте русского языка имени А. С. Пушкина с 1979 года. Занимал должность заместителя директора Института, с 2004 по 2014 гг. — заведующий кафедрой методики, педагогики и психологии, с 2014 г. — профессор кафедры. Также работал заведующим кафедрой методики обучения иностранным языкам Университета Российской академии образования.
В область его научных интересов входили методика и технология обучения иностранным языкам, в том числе русскому языку как иностранному, в частности, методы обучения и история преподавания РКИ, система обучения РКИ в филологическом вузе, а также организация учебного процесса в вузе.
Скончался 21 февраля 2023 года.

## Основные работы
- Методика краткосрочного обучения русскому языку как иностранному. 1984.
- Азимов Э. Г., Щукин А. Н. Словарь методических терминов (теория и практика преподавания языков). СПб., 1999.
- Интенсивные методы обучения иностранным языкам. 2000.
- Учебное пособие «Методика преподавания РКИ». 2003.
- Учебное пособие «Методика обучения иностранным языкам». 3-е изд., 2007.
- Современные методы и технологии обучения РКИ (в соавторстве). 2008—2010.
- Хрестоматия по методике преподавания РКИ (в соавторстве). 2010.
- Лингводидактический энциклопедический словарь. Изд. 2006, 2007, 2008.
- Практическая методика обучения русскому языку как иностранному. Учебное пособие для иностранцев, изучающих русский язык. М.: Флинта, 2023

## Награды и звания
- Заслуженный деятель науки РФ (2006)
- Почётный работник высшего профессионального образования РФ.
- Ветеран труда.
- Медаль «В память 850-летия Москвы» (1997)
- Медаль А. С. Пушкина (2021, МАПРЯЛ)[4]